# Episodi de La casa di carta (terza stagione)
La terza e ultima stagione della serie televisiva La casa di carta, pubblicata da Netflix, rappresenta la quinta parte della serie, per un totale di 10 episodi. I primi 5 episodi sono stati resi disponibili a partire dal 3 settembre mentre i restanti 5 episodi dal 3 dicembre 2021.
| nº                      | Titolo originale            | Titolo italiano                      | Pubblicazione           |
| Quinta parte - Volume 1 | Quinta parte - Volume 1     | Quinta parte - Volume 1              | Quinta parte - Volume 1 |
| ----------------------- | --------------------------- | ------------------------------------ | ----------------------- |
| 1                       | El final del camino         | Fine della corsa                     | 3 settembre 2021        |
| 2                       | ¿Crees en la reencarnación? | Tu credi nella reincarnazione?       | 3 settembre 2021        |
| 3                       | El espectáculo de la vida   | Benvenuti allo spettacolo della vita | 3 settembre 2021        |
| 4                       | Tu sitio en el cielo        | Un bel posticino su in cielo         | 3 settembre 2021        |
| 5                       | Vivir muchas vidas          | Vivere molte vite                    | 3 settembre 2021        |
| Quinta parte - Volume 2 |                             |                                      |                         |
| 6                       | Válvulas de escape          | Valvola di sfiato                    | 3 dicembre 2021         |
| 7                       | Ciencia ilusionada          | Velleitarismo                        | 3 dicembre 2021         |
| 8                       | La teoría de la elegancia   | La teoria dell’eleganza              | 3 dicembre 2021         |
| 9                       | Lo que se habla en la cama  | Conversazioni intime                 | 3 dicembre 2021         |
| 10                      | Una tradición familiar      | Una tradizione di famiglia           | 3 dicembre 2021         |

## Fine della corsa
- Titolo originale: El final del camino
- Diretto da: Jesús Colmenar e Koldo Serra
- Scritto da: Juan Salvador López, Javier Gómez Santander e Álex Pina

### Trama
L'ispettore Sierra, considerata ora una fuorilegge, è riuscita a trovare autonomamente il nascondiglio del professore, legandolo ed interrogandolo brutalmente senza avvertire le autorità.
Lisbona è riuscita ad entrare nella banca assediata, concludendo così il "piano Parigi" e rifocillandosi. Seguendo le direttive del professore apprese durante l'addestramento, sostituisce Palermo al comando e dà inizio al "piano Roma", ordinando di concentrarsi solo sul trasporto dell'oro già fuso e preparando i complici all'arrivo dell'esercito. Una chiamata del professore, ormai prigioniero di Sierra, manda a picco il morale dei presenti.
Bogotà ritiene che l'evasione di Lisbona abbia stravolto e compromesso il piano: l'umiliazione delle autorità ha infatti reso furioso Tamayo, che ordina un'irruzione con un battaglione di militari molto esperti, anche a costo di oltrepassare i limiti della brutalità poliziesca e della sospensione dei diritti civili.
Marsiglia, pilota dell'elicottero militare con cui Lisbona è giunta nella banca, si lascia attirare in un luogo desertico, dove lo aspettano i suoi complici, che depistano nuovamente le indagini delle autorità.
Tanti anni prima, nella città di Copenaghen, Andres "Berlino" Fonollosa ebbe un teso incontro con suo figlio per convincerlo ad intraprendere una vita criminale al suo fianco.

## Tu credi nella reincarnazione?
- Titolo originale: ¿Crees en la reencarnación?
- Diretto da: Jesús Colmenar
- Scritto da: Juan Salvador López, Javier Gómez Santander e Álex Pina

### Trama
Lisbona, Tokyo e Stoccolma escono dalla banca sventolando bandiera bianca. Il colonnello Tamayo fornisce un ultimatum prima di procedere con l'esercito a fare irruzione, chiedendo ed ottenendo la liberazione di Gandia. Dalle parole di Tamayo, Lisbona intuisce che il Professore non è suo prigioniero (tenuto in ostaggio solo da Alicia): decidono quindi di liberare Gandía non prima di averlo fatto picchiare dai commilitoni contrariati. Il Governatore fa presente ad Arturo che l'esercito, in caso di intervento, si porrà come unico obiettivo l'uccisione dei componenti della banda, anche a costo di ferire o uccidere gli ostaggi. Approfittando di una distrazione, alcuni ostaggi rubano armi da fuoco e si rifugiano in un hangar che, a sorpresa, è adibito a santabarbara. Arturo dà battaglia agli uomini della banda ed all'odiato Denver, ma viene infine ferito da Stoccolma e gli altri ostaggi si arrendono.
Marsiglia e Logroño si recano al rifugio del Professore, ma vengono catturati da Alicia. Esaurita ormai ogni speranza di fuga, il professore continua ad essere interrogato e tenta in ogni modo di convincere Sierra che Tamayo e la polizia l'abbiano completamente screditata.

## Benvenuti allo spettacolo della vita
- Titolo originale: El espectáculo de la vida
- Diretto da: Koldo Serra
- Scritto da: Juanjo Ramírez Mascaró, Juan Salvador López, Javier Gómez Santander e Álex Pina

### Trama
Stoccolma si pente immediatamente del gesto fatto e cerca di rianimare Arturo, nonostante l'uomo fosse sul punto di spararle.
Con l'uomo in gravissime condizioni, Lisbona decide di farlo uscire dalla banca su una barella trasportata dal Governatore in modo tale che possa essere curato da un'équipe medica. A fronte di ciò, il colonnello Tamayo partecipa ad una conferenza stampa straordinaria in cui definisce la banda del Professore come degli spietati assassini senza scrupoli per screditarli agli occhi dell'opinione pubblica; oltre a questo, infanga il nome di Alicia accusandola di aver fatto perdere le sue tracce e di collaborare adesso con il Professore.
Nell'hangar, Alicia è furiosa per il voltafaccia di Tamayo e medita di consegnare il Professore, ma all'improvviso si rompono le acque: la donna, inizialmente restia nel farsi aiutare, si trova così costretta a dover liberare i tre uomini per poter essere aiutata con il parto.
La banda, con Palermo al comando, si prepara a fronteggiare i militari. I difensori vengono colti di sorpresa dall'irruzione dei militari, che fanno esplodere il tetto della Banca nello stesso momento in cui Sierra partorisce, aiutata dal Professore, Marsiglia e Benjamin, che assistono all'esplosione, con grande preoccupazione. In quel momento inizia la guerra.

## Un bel posticino su in cielo
- Titolo originale: Tu sitio en el cielo
- Diretto da: Álex Rodrigo e Jesús Colmenar
- Scritto da: Juanjo Ramírez Mascaró, Juan Salvador López, Javier Gómez Santander e Álex Pina

### Trama
I militari delle Forze Speciali (formati dal maggiore Sagasta, da Gandía, da Arteche, da Ramiro, da Canalejas, da Torrecilla, da Tosco e da Hernando) hanno fatto esplodere il soffitto sopra il museo dell'oro per sorprendere la banda. A causa dell'esplosione, Helsinki resta gravemente ferito ad una gamba per via del crollo di una statua che non gli permette di muoversi, ma viene subito aiutato da Palermo, Bogotà e Rio che lo mettono in salvo.
Il Professore, dopo aver aiutato Alicia a partorire, riprende in mano la situazione, dando consigli alla banda su come fronteggiare l'esercito.
Con un ingegnoso piano di contrattacco, Tokyo, Manila e Denver riescono ad intrufolarsi nel salone di gala, ormai devastato, approfittando del buco creato dagli stessi militari; la banda riesce così a circondare la squadra di Sagasta.
Per fermare l'attacco di un secondo plotone pronto ad entrare, il Professore riesce a telefonare a Tamayo ricattandolo con registrazioni audio che provano l'illegalità delle sue dichiazioni nello screditare la banda (facendoli passare per assassini) e nel suo ruolo di punitore al di sopra della legge: si scopre così che Lisbona, con la scusa di lasciare uscire dalla banca Arturo in barella scortato dal Governatore della Banca di Spagna, aveva inserito un microfono all'interno delle manette di quest'ultimo che nel frattempo ha registrato tutti i discorsi di Tamayo alla tenda.
I militari, nonostante siano stati abbandonati da Tamayo al proprio destino, riescono a dividere e rinchiudere nel Museo dell'Oro alcuni componenti della banda, grazie al prezioso contributo di Gandia, intrappolandoli e mettendoli fuori gioco.
Tokyo, Manila e Denver si ritrovano così da soli contro l'esercito e si rifugiano nella cucina della Banca; ormai sono accerchiati e Gandia può finalmente vendicarsi e riuscire nel suo intento: uccidere Tokyo.
L'episodio, tramite flashback, mostra come anni prima Berlino insieme a Rafael realizzò un audace colpo al castello di Frederiksborg durante un concerto di pianoforte della moglie Tatiana: 12 kg di oro vichingo rubato e sostituito con una replica in ottone. Si tratta del primo colpo di Rafael, riuscito grazie alle sue abilità in cybersecurity, che sembra voler abbracciare lo stesso destino di ladro del padre.
Sempre in un altro flashback, durante la preparazione della rapina, Tokyo discusse con Nairobi sull'aldilà e su quello che succede dopo la morte.

## Vivere molte vite
- Titolo originale:Vivir muchas vidas
- Diretto da: Jesús Colmenar e Koldo Serra
- Scritto da: Juanjo Ramírez Mascaró, Juan Salvador López, David Barrocal, Esther Martínez Lobato, Javier Gómez Santander e Álex Pina

### Trama
In alcuni flashback viene mostrato un retroscena inedito del primo episodio riguardo Tokyo: fu notata da Berlino per la sua abilità dimostrata nello sfuggire alle autorità, dopo che il suo ragazzo Renè morì durante una rapina in banca e di come lei in seguito abbia sviluppato dei sentimenti per Rio al casale di Toledo, nei mesi di preparazione al colpo alla Zecca.
Tokyo, Denver e Manila si trovano ora nelle cucine della banca costretti ad affrontare il commando di militari da soli, non potendo fare affidamento sui loro compagni bloccati dall'altra parte. In tutto ciò Rio si separa dal gruppo prendendo un martello pneumatico per andare a salvare Tokyo, in seguito all'esplosione di una granata che uccide un militare; la granata era stata lanciata da Gandia, provocato da Tokyo, ma poi rilanciata indietro a loro appena in tempo. Arteche, unica soldatessa donna del gruppo, è furiosa con Gandia per l'ingenuità dimostrata e minaccia di ucciderlo, ma desiste per prestare soccorso ai suoi compagni feriti.
Nel frattempo, alla cisterna, Alicia Sierra ha nascosto in una borsa lasciata in bagno una misteriosa arma.
I tiratori scelti appostati fuori dalla Banca di Spagna sparano a Tokyo che viene ferita gravemente da 5 colpi. Denver e Manila cercano di aiutarla e i tre si barricano così dietro ad una trincea.
Nei sotterranei Stoccolma, in preda ad allucinazioni dopo aver sparato ad Arturo, si prende cura di Helsinki e suggerisce a Denver di utilizzare il montavivande della cucina per sfuggire all'attacco della squadra di Sagasta, che di lì a poco irrompe nelle cucine aggirando la difesa di Tokyo con un'esplosione alla parete della cella frigorifera.
Tokyo, intuendo che ormai sia troppo tardi, decide di coprire Denver e Manila affinché possano fuggire dal montavivande; riesce a salutare Rio, che, nel mentre, è riuscito a fare un foro sul soffitto sbucando dal pavimento delle cucine, troppo piccolo però per farla passare e salvarla. I militari avanzano e la crivellano di colpi. Gli uomini di Sagasta si avvicinano al corpo morente di Tokyo, che però rivela di aver tolto le sicure dalle granate che portava con sé, facendosi esplodere assieme a Gandía e ai suoi compagni: Tokyo si sacrifica così per la banda e per il Professore, che cade nello sconforto più totale.

## Valvola di sfiato
- Titolo originale:Válvulas de escape
- Diretto da: Koldo Serra e Alex Rodrigo
- Scritto da: Juanjo Ramírez Mascaró, Juan Salvador López, David Barrocal, Esther Martínez Lobato, Javier Gómez Santander e Alex Piña

### Trama
Lisbona, Palermo, Denver, Manila ed il Professore sono affranti per la morte di Tokyo.
Approfittando di una distrazione, Sierra fugge con Victoria rubando un'auto del Professore. L'auto è tracciata e viene inseguita, ma riesce a mettere fuori gioco Marsiglia. Attirando il professore in uno stallo alla messicana, lo cattura nuovamente smascherandone le vere motivazioni dietro l'assalto alla banca.
Nella banca, Sagasta conferma a Tamayo il decesso di quattro militari, tra cui Gandìa. Un militare sopravvissuto è gravemente ferito, e Sagasta riesce ad ottenere una tregua con i nemici per soccorrerlo con un team medico in loco: consegna quindi la ricetrasmittente e la pistola a Palermo e si consegna come ostaggio. La soldatessa Arteche, ferita non gravemente, è scomparsa nel nulla dopo che Sagasta ha simulato la sua morte mostrando la piastrina identificativa.
Denver riallaccia i rapporti con Stoccolma e contemporaneamente riesce a dichiararsi a Manila.
Tornata a Madrid con il professore legato in auto, Sierra ricatta Tamayo minacciandone la moglie in casa sua per poter tornare in polizia da donna innocente, ma le forze dell'ordine irrompono nell'edificio. Il professore, frattanto liberatosi ed entrato nel palazzo, si nasconde insieme a Sierra in un appartamento vicino.
In un flashback nel passato ambientato in una piattaforma petrolifera nel Mare di Barents, Andres "Berlino" e Palermo studiarono il furto di un'enorme pompa industriale, prevedendone un'importanza fondamentale nella rapina alla banca di Spagna. In tale occasione conobbero per la prima volta Bogotà, allora ancora incensurato, convincendolo ad unirsi a loro.

## Velleitarismo
- Titolo originale: Ciencia ilusionada
- Diretto da: Albert Pintó
- Scritto da: Juanjo Ramírez Mascaró, Juan Salvador López, David Barrocal, Esther Martínez Lobato, Javier Gómez Santander e Alex Piña

### Trama
Tamayo fa circondare il suo quartiere madrileno di residenza dall'esercito e ordina perquisizioni a rastrellamento. Sierra ed il professore riescono a nascondersi alle autorità ed a fuggire grazie a Logrono e Marsiglia, contattati fortunosamente. Sierra sembra infine volersi unire al professore ed alla banda.
La gigantesca pompa trafugata in Norvegia è necessaria al trasporto dell'oro attraverso la tubazione fognaria diretta verso la cisterna d'acqua piovana, sfruttando l'acqua del caveau allagato. Nella banca sorgono dubbi sulla reale efficacia della pompa, ma grazie ai calcoli di Palermo il trasporto dell'oro viene completato in appena 90 minuti. La polvere d'oro giunta alla cisterna/hangar viene nuovamente fusa in lingotti da nuovi complici del professore, sotto la guida di Logrono.
Arantxa Arteche sta raggiungendo furtivamente ogni angolo della banca. La donna, benché ferita, riesce a disinnescare gli esplosivi apposti dalla banda.

## La teoria dell’eleganza
- Titolo originale: La teoría de la elegancia
- Diretto da: Alex Rodrigo
- Scritto da: David Barrocal, Esther Martínez Lobato e Alex Piña

### Trama
In un flashback ambientato qualche anno prima della rapina alla Zecca, Tatiana decise di divorziare da Andres De Fonollosa "Berlino" per fidanzarsi con il figlio Raphael: l'uomo ebbe un accesso d'ira finendo per farsi arrestare. Scontata la sua pena, scelse di seguire il professore e progettare le rapine alla Zecca di Stato ed alla Banca Nazionale.
Nel presente, le autorità intercettano rumori all'interno della banca che fanno sospettare l'uso di pompe idrauliche: la polizia viene mandata a controllare ogni collegamento fognario e idrico in direzione della banca, tra cui la cisterna piovana/hangar. Nella banca i membri esprimono entusiasmo e speranza intonando "Bella Ciao", sentendosi al sicuro. Denver confessa a Stoccolma il bacio a Manila ma si riappacificano e si isolano per fare l'amore. In un delirio psicotico Stoccolma intravede Arantxa nel montavivande, ma la confonde per un'allucinazione di Arturo.
Arantxa ha raggiunto la cucina, carnaio dello scontro a fuoco con Tokyo, e trova attrezzature dei suoi compagni morti, curandosi e terminando lo sminamento degli esplosivi nel perimetro esterno.
La polizia raggiunge la cisterna poco prima della partenza dei furgoni carichi d'oro ed i presenti -su ordine del professore- non oppongono resistenza, venendo arrestati. Tamayo e Suàrez sono stati ingannati finendo in una cisterna piovana simile in un'altra direzione. Nel blindato di trasporto al commissariato, Sierra Marsiglia ed il professore si accorgono di essere stati imbrogliati: i falsi poliziotti erano dei doppiogiochisti rapinatori al servizio di Raphael De Fonollosa e Tatiana, che fuggono indisturbati.

## Conversazioni intime
- Titolo originale: Lo que se habla en la cama
- Diretto da: Koldo Serra
- Scritto da: Juan Salvador López, David Barrocal, Javier Gómez Santander e Alex Piña

### Trama
Raphael De Fonollosa ha saputo del piano grazie a Tatiana, confidente di Berlino, ed intercettava le comunicazioni tra il professore ed i complici; è riuscito a sfuggire ad autorità e criminali ed ha sotterrato l'oro in un terreno camuffandolo sotto un'abitazione privata. Marsiglia e Logrono danno inizio al piano Pollicino, una serie di depistaggi alla polizia, mentre Sierra ed alcuni complici cercano di rintracciare l'oro.
Il professore comunica la notizia ai complici nella banca, gettandoli nello sconforto: l'oro era necessario come merce di scambio per uscire liberi dall'assedio.
Le azioni di Arantxa sono solo una parte dell'operazione per facilitare l'irruzione finale delle forze armate, disinnescando esplosivi ed aprendo varchi tra il perimetro esterno dell'edificio. I militari e le forze speciali circondano l'edificio e, non appena Arantxa e Sagasta immobilizzano Palermo ed Helsinki, irrompono nell'edificio: liberano gli ostaggi, disarmano tutti i rapinatori in pochi minuti e li trattengono nel salone principale. L'edificio è tornato sotto il controllo dello stato e Tamayo entra per parlare con il professore via radio. Il professore ha perso ogni speranza e si consegna spontaneamente a Tamayo nella banca, passando di fronte alla folla di civili che lo acclamano come un eroe; prima di lasciare Sierra le ha lasciato un appunto da consegnare a Raphael nel caso dovessero incontrarsi.
Tamayo e il governatore della banca accedono al caveau e constatano personalmente il furto dell'intera riserva monetaria aurea spagnola. La notizia viene immediatamente censurata: le riserve d'oro di una nazione infatti, oltre ad essere un fattore di prestigio internazionale, sono necessarie sia per emettere denaro che per garantire la stabilità finanziaria e politica di un intero paese. I due leader ordinano di simulare scontri a fuoco per prendere tempo e cercare di risolvere la gravissima emergenza nazionale prima di doversi confrontare con i mass media, nonostante la guerra sia ormai conclusa.

## Una tradizione di famiglia
- Titolo originale: Una tradición familiar
- Diretto da: Jesús Colmenar
- Scritto da: Juan Salvador López, David Barrocal, Esther Martínez Lobato, Javier Gómez Santander e Alex Piña

### Trama
Il professore, fingendo di possedere l'oro, sta trattando con Tamayo per gestirne la restituzione e al contempo la salvezza dei suoi compagni. Tamayo cerca di estorcere l'informazione anche con la violenza fisica, e riceve pressioni sempre crescenti dallo stato maggiore e dal primo ministro. Gli hacker del professore trasmettono ai mass media internazionali diversi video in cui i rapinatori hanno ripreso le fasi di estrazione e lavorazione dell'oro come fossero videolezioni scolastiche: si tratta di un piano del professore, studiato per spingere lo stato spagnolo ad accettare l'oro rubato in cambio di un salvacondotto ai catturati, all'ombra della minaccia del crollo dell'economia spagnola fino a farla sprofondare in bancarotta. Le autorità spagnole continuano ad impedire qualsiasi fuga di notizia e a simulare finti scontri a fuoco con i rapinatori.
In un flashback, Berlino ed il professore al bar ricordano la morte del loro padre, ucciso durante una rapina decenni prima. Il professore ammette di avere assistito di persona all'uccisione del padre, e di esserne ancora molto legato. Al bar è presente anche Raphael, che sembra finalmente dimostrare un sincero legame affettivo con il padre e lo zio.
La polizia raggiunge la vera cisterna/hangar e, cadendo in pieno nelle false piste del piano "Pollicino", è convinta che l'oro sia stato gettato nell'oceano atlantico. I mass media mondiali sono sempre più convinti delle menzogne delle autorità, e lo stato fa chiudere la Borsa di Madrid. Dopo aver trattato con successo con il professore, Tamayo tiene una conferenza stampa in cui mente pubblicamente sugli scontri a fuoco, mentre furgoni colmi di lingotti d'oro giungono alla banca di Spagna; ciò si rivela un piano segretissimo del professore (ispirato allo scambio dei cimeli vichinghi in Danimarca), in quanto i lingotti non sono d'oro bensì di ottone. Tamayo accetta con estrema riluttanza di farli spacciare per la riserva monetaria rubata, facendo apporre il segreto di stato sulla vicenda e insabbiando così la menzogna. I rapinatori, ora a conoscenza di una realtà che potrebbe compromettere l'intera nazione, vendono la loro omertà in cambio della dichiarazione pubblica della loro morte in conferenza stampa, nuove identità e fedina penale pulite.
Sierra e i serbi scoprono il punto esatto della sepoltura dell'oro: sul posto vengono raggiunti dalla banda rivale di Raphael e Tatiana, e uno scontro a fuoco appare probabile. L'ex poliziotta consegna però a Raphael il foglio del professore e l'appunto convince il ragazzo a rinunciare all'oro, "restituendolo" alla banda e al professore. I membri della banda, ora liberi e ricchi, sono trasferiti dai militari spagnoli in un altro luogo per iniziare la loro nuova vita.